# Baryscapus phidippi
Baryscapus phidippi är en stekelart som först beskrevs av Burks 1963.  Baryscapus phidippi ingår i släktet Baryscapus och familjen finglanssteklar. Inga underarter finns listade.